# Домбровський Василь Іванович
Васи́ль Іва́нович Домбро́вський (*13 серпня 1963, Чернівці) — український кінорежисер, сценарист.
Народився 13 серпня 1963 р. у м. Чернівці. Закінчив Ленінградський інститут культури (1987).
Працює на Київській кіностудії ім. О. П. Довженка.
Член Національної спілки кінематографістів України.

## Фільмографія
- «Для домашнього огнища» (1992, 2-й режисер у співавт.)

Поставив фільми: 
- «Сорочка зі стьожкою» (1992)
- «Judenkreis, або Вічне колесо» (1996, автор сценар.)[1]
- «Серце світу» (2008)
- «Довженко починається, або Сашко-реформатор» (2008, док.-ігров. к/м фільм. Головний приз нa XVII Міжнародному кінофестивалі в Дамаску (Сирія) у 2009)[2] та ін.